# Watsonieae
Watsonieae  es una tribu de plantas bulbosas de la familia de las iridáceas. El género tipo es: Watsonia Mill.

## Géneros
- Chasmatocallis R. C. Foster = Lapeirousia Pourr.
- Lapeirousia Pourr.
- Lomenia Pourr. = Watsonia Mill.
- Micranthus (Pers.) Eckl.
- Savannosiphon Goldblatt & Marais
- Thereianthus G. J. Lewis
- Warneria Mill. = Watsonia Mill.
- Watsonia Mill.